# Gustav Frank
Gustav Frank (14. září 1859 Vlašim – 7. května 1923 Lipsko) byl česko-německý malíř, grafik, rytec a pedagog.

## Život
Jeho otcem byl Ignaz Frank (narozen v Postupicích), jeho matkou byla Anna Herrmannová (narozená v Ledči nad Sázavou). Jeho matka byla mladší sestrou Marie Mahlerové, rozené Herrmanové. Gustav Frank a Gustav Mahler byli bratranci a při svých studiích ve Vídni byli spolubydlící. Chodil do školy ve Vlašimi, kde jej učil kreslit Čeněk Shneider.. Střední školu (vyšší reálku) vystudoval v Praze. Ve Vídni vystudoval Akademii výtvarných umění, obor malba a mědirytectví. Poté zůstal ve Vídni, kde se věnoval portrétování a rytectví, dělal rytiny slavných obrazů. V roce 1890 se stal vyučujícím na carském uměleckém institutu v Petrohradu, kde pak založil rodinu. Stal se členem carské akademie umění a byl jmenován státním radou. V roce 1912 odjel z rodinných důvodů z Ruska do Německa, Nejdříve bydlel v Mnichově, poté v Lipsku, kde také v roce 1923 umřel.
Byl přítelem Ilji Repina, který v roce 1895 namaloval jeho portrét. Zprostředkoval výstavu Repinových obrazů v Praze, zřejmě se jednalo o výstavu, která byla zahájena dne 15. května 1900 ve Vodičkově ulici.

## Dílo
Výběr z jim portrétovaných osobností: car Alexandr II., Lajos Dóczi, Heinrich Ferstel, Theophil von Hansen, Alexandr Alexandrovič Kornilov, Franc Miklošič, Hans Makart, Josip Juraj Strossmayer, Lev Nikolajevič Tolstoj. Podle jím nakreslené předlohy vyryl portréty Josefa Mánesa a Jaroslava Čermáka. Byl autorem rytin na ruských bankovkách, vydaných v době vlády cara Mikuláše II. Na svých pracích používal monogramy FG 539, FG 540, FG 541.